# Bồng chanh đỏ
Bồng chanh đỏ hay bồng chanh lưng đen (danh pháp khoa học: Ceyx erithaca) là loài chim thuộc họ Bồng chanh.
Bồng chanh đỏ có bụng màu vàng-đỏ, lưng màu xanh đen. Đây là loài chim phân bố rộng rãi tại các khu rừng thấp, đặc hữu của Đông Nam Á và tiểu lục địa Ấn Độ, bao gồm Bangladesh, Bhutan, Brunei, Campuchia, Ấn Độ, Indonesia, Lào, Malaysia, Myanma, Singapore, Sri Lanka, Thái Lan và Việt Nam.
Môi trường sống ưa thích của loài chim này là các dòng suối nhỏ trong rừng. Mỗi tổ chim có 4-5 trứng, chim mái và chim trống thay nhau ấp trong thời gian 17 ngày. Thức ăn của chim non là tắc kè, cua, ốc, ếch, dế và chuồn chuồn

## Hình ảnh